# Janová
Janová, bis 1948 Johanová (deutsch Johannowa, 1939–1945 Johannau) ist eine Gemeinde in der Mährischen Walachei in Tschechien. Sie liegt vier Kilometer südöstlich von Vsetín und gehört zum Okres Vsetín.

## Geographie
Janová befindet sich am Übergang zwischen den Vsetínské vrchy und Javorníky am Rande des Naturparks CHKO Beskydy. Das Dorf erstreckt sich rechtsseitig der Vsetínská Bečva entlang des Baches Janovský potok. Nördlich erhebt sich die Lysá hora (577 m), im Nordosten der Lysný (654 m), südöstlich der Galov (544 m), im Süden der Jahodný (609 m) und Babínek (563 m), südwestlich der Sýkorník (551 m) sowie im Westen der Vrch (536 m). Südlich des Dorfes verläuft die Bahnstrecke Vsetín–Velké Karlovice.
Nachbarorte sind Studně, Chmelky, Luh, Rubisko und Jasenice im Norden, Křenov und Suška im Nordosten, Kadějov, Hovízky, Dolní Mlýn und Hovězí im Osten, Hořansko und Veřečný im Südosten, Pod Jahodným und U Vaculů im Süden, Ústí im Südwesten, Vrch, Srní und Rokytnice im Westen sowie Ohrada, Hluboký und Vsetín im Nordwesten.

## Geschichte

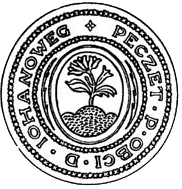
Ortssiegel von 1748

Das Dorf wurde im 14. Jahrhundert während der Kolonisation der Herrschaft Vsetín gegründet und 1504 unter dem Namen Johanowa in den Olmützer Landtafeln erstmals urkundlich erwähnt. Im Jahre 1535 wurde der Ort als Juhanowa bezeichnet. Während des Dreißigjährigen Krieges beteiligten sich die Bewohner des Ortes am Walachischen Aufstand. Bei dessen Niederschlagung wurde Juhannova im Februar 1644 niedergebrannt und seine Bewohner einschließlich des Vogtes hingerichtet. Nach dem Ende des Krieges wurde der Ort wiederbesiedelt. Im Jahre 1663 fielen die Türken in Juhannova ein und erschlugen 92 Einwohner. Seit 1670 ist der Ortsname Johanowa überliefert. Besitzer waren zu dieser Zeit die Grafen Illésházy. 1683 wurde das Dorf erneut von türkischen Truppen und 1708 von den Kuruzen heimgesucht. Zwischen 1713 und 1715 brach in der Gegend die Pestilenz aus. Das älteste Ortssiegel stammt von 1748; es trägt die Unschrift PECZET P OBCI D IOHANOWEG und zeigt eine Glockenblume. Katholischer Pfarrort war seit eh und jeh Vsetín. Zwischen 1844 und 1850 unterhielt die Vsetíner Schule in Ústí eine Zweigstelle, die auch die Kinder aus Janová besuchten. Die Bewohner lebten von der Landwirtschaft, die jedoch wenig ertragreich war. Deshalb arbeitete ein Großteil als Saisonarbeiter im mährischen Binnenland. In Heimarbeit wurden Babuschen und Kotzen gefertigt. Später verdienten sich zahlreiche Einwohner ihren Lebensunterhalt als Arbeiter in den Vsetíner Fabriken. Bis zur Mitte des 19. Jahrhunderts blieb das Dorf immer der Herrschaft Vsetín untertänig.
Nach der Aufhebung der Patrimonialherrschaften bildete Johannowa ab 1849 eine Gemeinde in der Bezirkshauptmannschaft Valašské Meziříčí. Zu dieser Zeit wanderte ein Zehntel der Einwohner nach Texas aus. Seit 1872 wurde der Ort als Johanová bzw. Johanowa bezeichnet. Zwischen 1874 und 1875 wurde in Johanová eine Schule errichtet. 1890 entstand westlich des Dorfes ein Friedhof. Die Freiwillige Feuerwehr bildete sich 1897. Seit 1910 gehört Johanová zum Bezirk Vsetín. Im Jahre 1948 wurde das Dorf in Janová umbenannt. 1975 wurde Janová nach Vsetín eingemeindet. Die Schule in Janová wurde 1980 geschlossen und die Kinder zur Grundschule im Vsetíner Stadtteil Ohrada umgeschult. 1991 entstand in Janová wieder eine Teil-Grundschule. Seit 1992 besteht die Gemeinde Janová wieder und seit 1999 führt sie ein Wappen und Banner.

## Gemeindegliederung
Für die Gemeinde Janová sind keine Ortsteile ausgewiesen. Zu Janová gehört die Ansiedlung Studně sowie mehrere Einöden (Paseken).

## Sehenswürdigkeiten
- Hölzerner walachischer Glockenturm an der Straße hinter der Schule, erbaut 1891
- Neuer Glockenturm, errichtet 1994 rechtsseitig der Schule in der Ortslage Kovárna
- Kapelle, westlich des Dorfes auf dem Friedhof, sie wurde 1890 nach Plänen des Baumeisters Michal Urbánek aus Vsetín errichtet. Der hölzerne Eingangsbereich mit Schnitzereien und Vordach blieb zunächst unvollendet und wurde im Jahre 2002 nach den alten Plänen fertiggestellt.
- Denkmal für die Gefallenen des Ersten Weltkrieges, vor dem Gasthaus U Hromadů, errichtet 1938
- Gezimmerte Chaluppen in walachischer Volksbauweise